# アウグスト・ローマイヤー
アウグスト・ローマイヤー（August Lohmeyer、1892年6月19日 - 1962年12月19日）は、ドイツ人実業家。ドイツの租借地であった青島市から第一次世界大戦後にドイツ人捕虜として日本へ連行され、食肉加工業に携わり、ロースハムを生み出した。

## 生涯

### ドイツに生まれる
1892年6月19日、ドイツのヴェストファーレン・ファールで農家を営むクリスティアン・フリードリッヒ・ローマイヤーと妻ドロテーの次男として生まれた。ファールでの生活は貧困を極め、ままならなくなったことから1894年、約540km離れたポーゼン（現ポーランド領ポズナン）へと移住した。農業を軌道に乗せるため、新しい土地の開墾に励んだがうまくはいかず、1906年11月、ローマイヤーが12歳の時に母ドロテーが過労で死去し、その半年後に父クリスティアンが失踪してしまう。5人いた兄弟は散り散りとなり、ローマイヤーもシレジアからヴェストファーレン方面へ職を転々としながら食い繋いだという。やがてブレーメンにてメツカー（食肉加工業者）の見習いとして定職にありつくことが叶い、その技術を習得していった。

### 捕虜となり日本へ

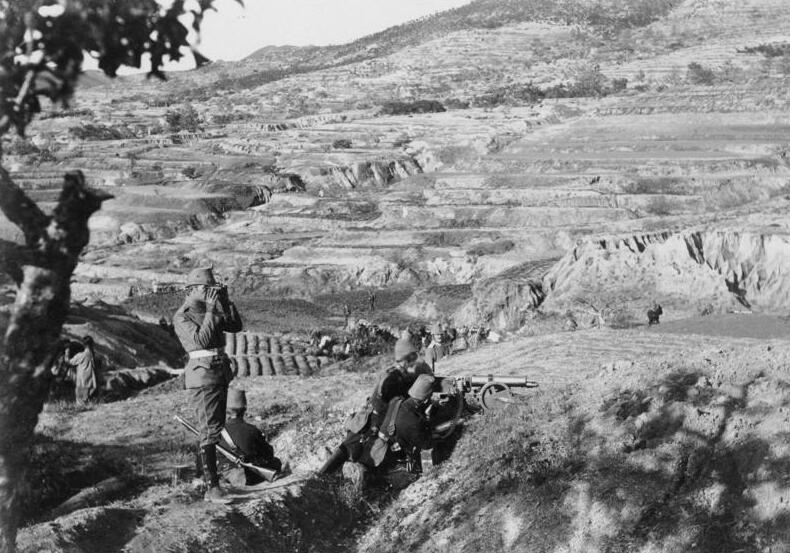
1914年の青島攻略戦

1914年1月、21歳で海軍へ入隊し、中国へ渡った。当時の乗組員名簿は既に戦火で焼失してしまっており、ローマイヤーがどのような経路で中国へ渡ったかを示す確たる手がかりはないが、家族の所持する写真や当時のドイツ海軍所有船の航行状況などから、海軍がチャーターした商船に乗り込んで中国へ渡り、チンタオ号という河川用砲船に乗った、とされている。同年8月3日、ドイツがフランスに宣戦布告すると、広州市の河川領域で哨戒任務にあたっていたチンタオ号はドイツの租借地・膠州湾租借地の中心である青島市へと向かった。日本はイギリスの要請を受け、ドイツに対して租借地の引渡しを要求、これが決裂に至ると8月23日、ドイツに対して宣戦布告を行った。10月31日、青島の戦いが始まると青島市へ到着したローマイヤーの部隊もこれに参戦した。ほどなくしてドイツ軍は敗戦を喫し、ローマイヤーは捕虜として捕らえられ、熊本県の捕虜収容所へ移送された。1915年6月9日の収容所換えによって久留米市へ渡った。ローマイヤーはここで祖国への帰国を諦め、解放後、日本でどのように生活していくかを考えるようになったという。

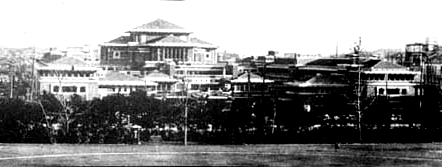
東京帝国ホテル - 1920年ごろ

食生活の違いから、収容所でのドイツ人捕虜による料理参加は早い段階で認可され、食肉加工経験を持つローマイヤーは調理場を担当した。ローマイヤーは捕虜の料理を作りつつ日本語を習得し、1920年の解放までを過ごした。解放後、ドイツ人捕虜には帰国や在留の選択肢が与えられたが、久留米ではローマイヤーを含む約21名が日本在留を希望し、ローマイヤーは東京帝国ホテルへの就職を決め、東京へと渡った。

### ローマイヤー・ソーセージ製作所を設立
1920年1月末、東京帝国ホテルに到着し、ホテルが所有していた数頭の豚の飼育と加工を担当した。日本にあまり浸透していなかったハムやソーセージを作ったところ、資生堂社長の福原信三やメロンパンを発明したことで知られるアルメニア人コックのイワン・サゴヤンなど、複数の客や料理人から絶賛され、独立を決意する。翌年すぐに帝国ホテルを退職し、29歳で大崎に合資会社ローマイヤー・ソーセージ製作所を立ち上げた。商業ベースでの本格的な洋風ハム・ソーセージの製作にとりかかり、「胃袋の宣教師」として知られるカール・ワイデル・レイモンに先駆けて1921年に豚ロース肉を使用したボイルドハムを創出した。翌年、19歳の日本人フサと恋に落ち、同棲を始める。1925年4月に正式に結婚した。
1923年9月1日、関東大震災が東京を襲い、ローマイヤーの会社も倒壊した。ローマイヤーはこの時、貯蔵していた肉が腐る前に処分しようと被災者へ無料で提供したが、この行為が後に出資者から咎められ、大崎の会社の閉鎖を余儀なくされた。同年、住居を南品川へ移し、ここに土地を借りて仕事を再開した。ここでは小林栄次、八木下俊三、稲葉育男、水尾正雄、君塚豊治など、やがて後の日本の食肉加工業界の発展に重要な役割を果たすことになる面々が従業員として雇われた。
1925年、銀座並木通りにロースハムの直売店とレストランを開業し、評判を得るようになると皇族や名士、文化人などが多数ローマイヤーのハムを買い求めにくるようになった。1929年には世界一周を果たしたドイツの飛行船グラーフ・ツェッペリンが日本に着いた際に招待を受けるなどの栄誉も受けた。1932年、失踪していた父親の足取りが判明し、一時帰国する。
やがて第二次世界大戦がはじまり、戦争が激化する1942年、ローマイヤーは過労から来る胃潰瘍で床に伏し、ローマイヤーの生産工場は休止となる。東京での空襲が頻発するようになると一家は箱根へ疎開し、ローマイヤーも病気の療養に専念した。戦争終結後の1949年、幸いにして戦火を免れていた品川の家へ戻ると同年6月、再び仕事を再開した。1962年12月19日、心臓病により死去。
ローマイヤーが手掛けた生産工場とレストランはそれぞれ息子が引継いだが、2000年にローマイヤ株式会社として一族の手を離れた。

## ローマイヤレストラン
ローマイヤが開店したレストランは谷崎潤一郎の『細雪』などにも出てくるように、広く庶民に認知された店となる。また、ドイツ料理を供する店として、戦前から戦後にかけても日独合作映画『新しき土』の制作スタッフや出演者、ゾルゲ事件の首謀者であるリヒャルト・ゾルゲ、ドイツ大使館関係者など、ドイツに関連したさまざまな思想や立場の人間が足しげくこのレストランへ通った。1925年より銀座並木通りの対鶴ビルに開業したこの店は、1階がデリカテッセン、地下が客席となっていた。1991年にビルの改装に伴い日本橋へ移転していたが、2006年11月、株式会社スターダイニングシステムによって銀座店舗が復活している。